# Claude Monet portréja (Renoir-kép)
Claude Monet portréja Pierre-Auguste Renoir festménye, amely a Musée d’Orsay gyűjteményének része.
Renoir 1875-ben festette meg barátja, az impresszionista művész, Claude Monet arcképét. A kép munka közben, festőpalettával, ecsetekkel, sötét, alkotáshoz használt öltözetében ábrázolja Monet-t, aki nyugodt pózban, mintha csak egy pillanatra félbeszakította volna munkáját, néz barátjára. Háttal áll az ablaknak egy szobában, bútor vagy a festőállvány nem látszik. A fény a modell arcán összpontosul, megteremtve ezzel az ellentétet a kép felső részének világossága és alsó felének sötétje között.
A bal oldalon egy leander ágai, keskeny levelei látszanak, amelyek benyomulnak a Monet feje feletti térbe, mintha Renoir játékosan babérkoszorút illesztene barátja fejére. A baráti atmoszféra magyarázhatja a furcsa, kerek kalapot is, amely sötét glóriaként koronázza a modellt. Renoir variálta az ecsethasználatot, az arc vibrálását sok kicsi vonással érte el, míg a kép jobb oldalán hosszú, párhuzamos vonásokkal vitte fel vastagon a fehér-szürke festéket. Az alkotást bemutatták az 1876-os impresszionista kiállításon. Emile Zola a Messager de l'Europe-ban azt írta, hogy a festmény „Rembrandthoz méltó, Velázquez ragyogó fényei világítják be.
A képet 1876. június 14-én vetette meg a művésztől Jean Dollfus, tőle 1912-ben Georges Petit galériájába, majd Raymond Koechlin gyűjteményébe, onnan 1931-ben a Louvre kollekciójába került. 1947 és 1986 között a Jeu de Paume gyűjteményének része volt, majd a Musée d'Orsay-ban állították ki.